# Camil Fabra i Fontanills
Camil Fabra i Fontanills   (Barcelona, 9 de febrer de 1833 - Barcelona, 24 de juny de 1902) fou un empresari i polític català, marquès d'Alella des de 1889.

## Biografia

### Trajectòria empresarial
Camil Fabra pertanyia a una família de l'alta burgesia catalana, de tradició comercial i banquera. El seu pare Joan Fabra i Illas va ser soci fundador del Banc de Barcelona i director de la Societat Catalana General de Crèdit, creada el 1856 per Antoni Brusi i Ferrer, i es va dedicar a invertir en línies ferroviàries i obres públiques. La seva mare era la pubilla de Can Fontanills, al Masnou, i era filla de Josep Antoni Fontanills i Raspall, ric comerciant de teles i indianes establert a Barcelona que va continuar el negoci establert pel seu pare, Josep Fontanills i Pujades.
Els seus dos oncles paterns es van dedicar al comerç tèxtil, tant Esteve -amb la raó social Esteban Fabra y Compañía a Madrid- com Gil Bonaventura, qui després d'enriquir-se amb el negoci de la seda va adquirir terres i mansions a Alella, vila que es va convertir en lloc d'estiueig de la família. El seu cosí era el periodista i polític Nil Maria Fabra i Deas.
Del seu matrimoni amb Dolors Puig i Cerdà, filla del seu proveïdor, van néixer tres fills: Ferran, Romà i Camil·la. El fill primogènit, Ferran, va heretar a més el marquesat d'Alella i també va seguir els passos del seu pare en la política, com a diputat, senador i alcalde de Barcelona. Romà va ser gentilhome de cambra amb exercici d'Alfons XIII i va rebre del monarca el títol de marquès de Masnou. Per la seva banda, Camil·la va ser dama de l'Orde de les Dames Nobles de la Reina Maria Lluïsa.
Va iniciar la seva trajectòria com a industrial el 1860 quan va instal·lar a la vila de Gràcia una fàbrica amb la raó social Camilo Fabra i Cia, dedicada a elaborar un producte pioner: les xarxes de pesca amb fil de lli, de les que en fou l'introductor a Catalunya. Fabra comprava el fil a un altre industrial, Ferran Puig i Gibert, la fàbrica del qual a Sant Andreu de Palomar era llavors l'única filatura d'aquest gènere a Catalunya. El 1866 va crear amb el seu sogre la societat Puig y Fabra, adquirint una fàbrica de cotó a Salt. La fàbrica de xarxes de pesca de Fabra, de les que en fou introductor, va seguir activa, encara que es va traslladar de Gràcia a La Sagrera, a Sant Martí de Provençals. El 1882, quan Ferran Puig es va retirar dels negocis, el seu gendre va constituir la societat Camilo Fabra y Compañía, Sucesores de Fernando Puig. Es va mantenir la producció de xarxes i a l'antic negoci del lli li va afegir la producció de fils de cotó per cosir. Dos anys després, el 1884, es va fusionar amb la companyia de Manel Portabella, Manuel Portabella e hijo, constituint la societat anònima Sociedad Anónima Sucesora de Fabra y Portabella, en la qual Camil Fabra va exercir la presidència fins a la seva mort, després d'una llarga malaltia, el 1902. Aleshores, els seus dos fills homes van quedar al capdavant de l'empresa familiar, que un any després van fusionar amb la britànica J&P Coats Ltd per a formar la Fabra i Coats.
Al marge del negoci tèxtil, Fabra va invertir en diverses societats. Va ser directiu de les companyies d'assegurances La Catalana i La Previsió i en la Companyia dels Ferrocarrils de Tarragona a Barcelona i França. El 1869, va ser nomenat president de la Junta d'Obres del Port de Barcelona. En el sector de la banca va ser membre del consell d'administració del Crèdit Mercantil de 1873 a 1902 i accionista fundador del Banc Hispano Colonial. Entre 1881 i 1882 va ser membre de la junta del Foment del Treball Nacional i soci d'altres patronals com el Foment de la Producció Espanyola i la Societat Econòmica Barcelonesa d'Amics del País, a més de participar en l'organització de l'Exposició Universal de Barcelona de 1888 com a membre de la junta del patronat.

### Carrera política
Inicialment milità al Partit Constitucional, amb el que fou diputat provincial per Berga el 1874-1875 i per Barcelona el 1876. Fou elegit diputat del Partit Liberal Fusionista pel districte de Barcelona a les eleccions generals espanyoles de 1876, 1881, 1884 i 1886. També fou senador per la província de Barcelona el 1891-1892 i senador vitalici des de 1893. Des del seu escó defensà el proteccionisme econòmic. El 1881-1882 fou membre de la junta del Foment del Treball Nacional. En l'àmbit municipal va ser tres vegades regidor de l'ajuntament de Barcelona, tinent d'alcalde en dues ocasions i alcalde, per real ordre, des del 19 de gener de 1883 fins a la seva dimissió, al març d'aquest mateix any.

### Vida social

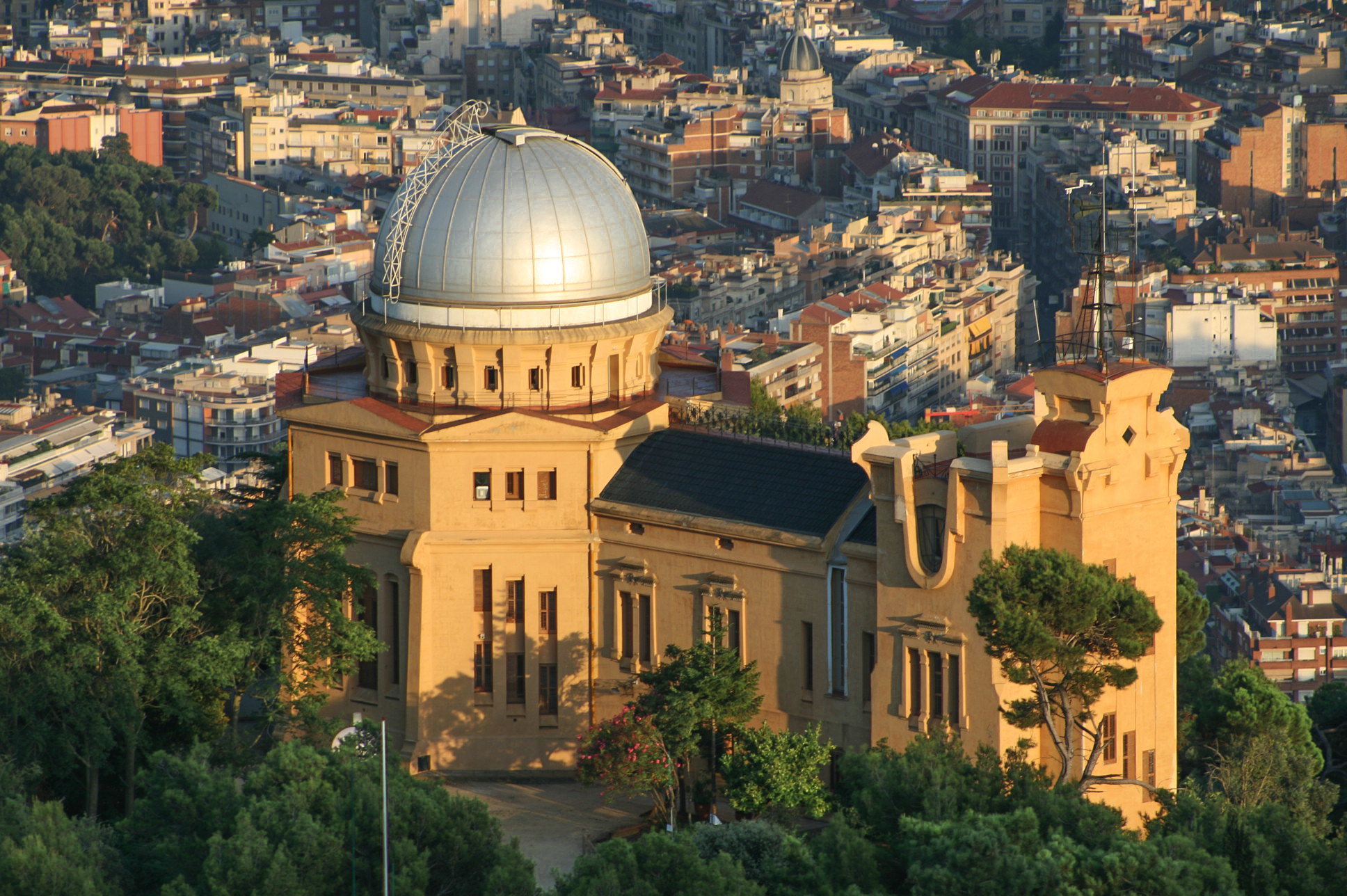
L'Observatori Fabra porta el nom del seu mecenes, Camil Fabra

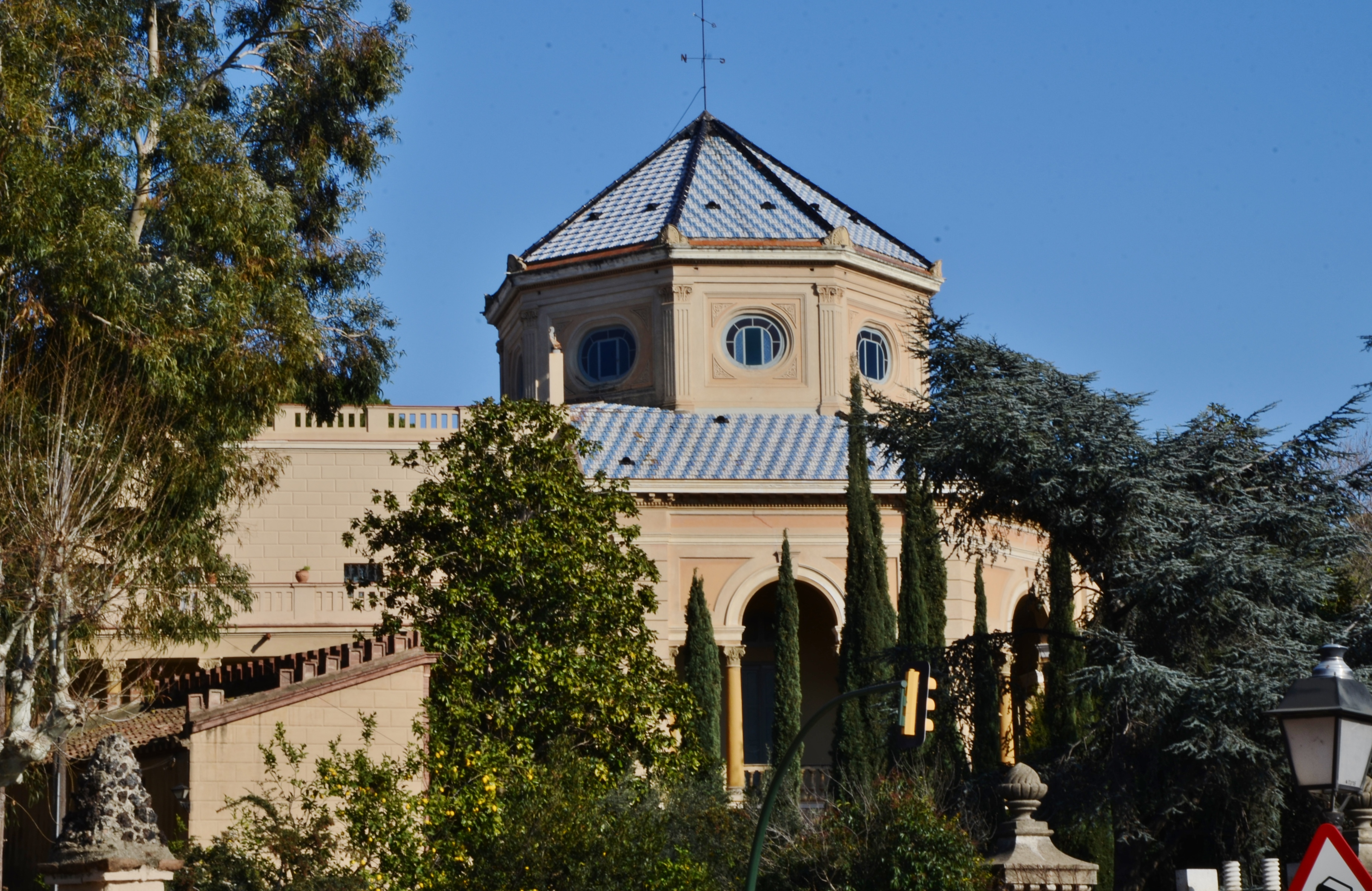
Cal Marquès a Alella

Fabra va tenir un paper actiu en la vida social i cultural barcelonina. Entre l'alta societat de l'època van aconseguir gran popularitat els balls i festes que organitzava al seu palauet, al que acudien membres de la reialesa i de l'aristocràcia d'Espanya i Europa. Home culte i refinat, va publicar un manual de protocol social, Código o deberes de buena sociedad, i va ser mecenes de societats artístiques i científiques. En aquesta línia, va presidir les societats del Gran Teatre del Liceu, del Liceu Filharmònic Dramàtic de S. M. la Reina Isabel II i del Foment de la Cria Cavallina de Catalunya, propietari de l'hipòdrom de Can Tunis.
De la seva faceta filantròpica destaca especialment l'herència de 250.000 pessetes en favor de la Reial Acadèmia de Ciències i Arts de Barcelona per sufragar la construcció d'un observatori astronòmic al Tibidabo, avui conegut com a Observatori Fabra. També va llegar gran part de la seva col·lecció pictòrica als museus municipals de Barcelona. Fill seu fou Ferran Fabra i Puig. És enterrat al Cementiri del Poblenou (Dep. II, panteó 257).

## Reconeixements
A més de l'Observatori Fabra, a la ciutat de Barcelona porta el seu nom un carrer al Districte de Sant Andreu, situada on anteriorment es trobava la seva fàbrica tèxtil. També al Masnou hi té un carrer amb el seu nom. Aquest carrer, abans anomenat arrabal de Alella, li fou dedicat l'any 1912.

## Obres
- Código o deberes de buena sociedad (1884).